# Trutruca
Il corno trutruca, noto anche come corno Mapuche, dal nome della tribù che lo utilizza, è un grande aerofono, strumento musicale a fiato tribale (altro strumento della stessa zona è l'herque) suonato dalle popolazioni native della zona tra Cile e Argentina.
Il trutruca è costituito da una canna cava, oggi con un padiglione al suo estremo che generalmente è un corno di bovino. Solitamente i trutruca provenienti dal Cile non hanno padiglione. Il tubo veniva, di solito, costruito con colihue, nome mapuche di alcune specie di graminacee a fusto retto. Tale fusto, di 6 metri, veniva tagliato per estrarne la polpa ritorto e fatto essiccare per tenere la forma. Oggi viene costruito con tubi del gas o dell'acqua. Esternamente, di solito, è decorato con lana a colori tipici della tribù.
Simile ad una tromba, raggiunge lunghezze di quattro metri e può emettere anche fino a tredici suoni armonici acuti di notevole effetto ed intensità. Non essendo munito di fori per la variazione i suoni, le diverse altezze si ottengono variando la pressione del soffio e la posizione delle labbra.
La tecnica di esecuzione è abbastanza semplice ma richiede una buona capacità di fiato: l'imboccatura della canna va appoggiata alle labbra, tenute ben serrate e, senza aprirle, si soffia all'interno mettendo in vibrazione sia le stesse labbra che l'aria dentro il tubo.